# Pegujalero
Los pegujaleros (de pegujal, trozo de tierra pequeño) eran un grupo marginal de trabajadores del medio rural que apareció en los campos de Cartagena, Lorca y algunos lugares de Andalucía durante el Antiguo Régimen (hasta el siglo XIX) que se caracterizaba por la propiedad de un trozo pequeño de tierra y un par menor de labranza.
El resto del mundo rural estaba compuesto por los labradores rentistas, que poseían un par de labor y llevaban tierras a renta, teraje o medias, según el tipo de cultivo, y por los jornaleros sin tierra, que dependían de trabajo eventual.